# ليفوتشا
ليفوتشا مدينة في شمال شرق سلوفاكيا وتتبع أقليم بريشوف ضمت المدينة إلى قائمة اليونيسكو لمواقع التراث العالمي في 28 حزيران 2009

## أعلام
- إيفان مراز
- جوهان كريستيان فون إنجل